# Strona bierna w języku angielskim
Strona bierna w języku angielskim – kategoria gramatyczna służąca do przedstawienia dopełnienia jako podmiotu w języku angielskim. Strona bierna tworzona jest przy pomocy czasownika to be i imiesłowu przeszłego biernego. W przeciwieństwie do większości języków indoeuropejskich możliwa jest również transformacja dopełnienia dalszego na podmiot, choć dotyczy tylko niektórych czasowników. Strona bierna występuje w większości czasów, choć nie ze wszystkimi czasownikami; istnieje pokaźna grupa czasowników nieprzechodnich, które nie konotują dopełnienia.

## Zasady tworzenia strony biernej

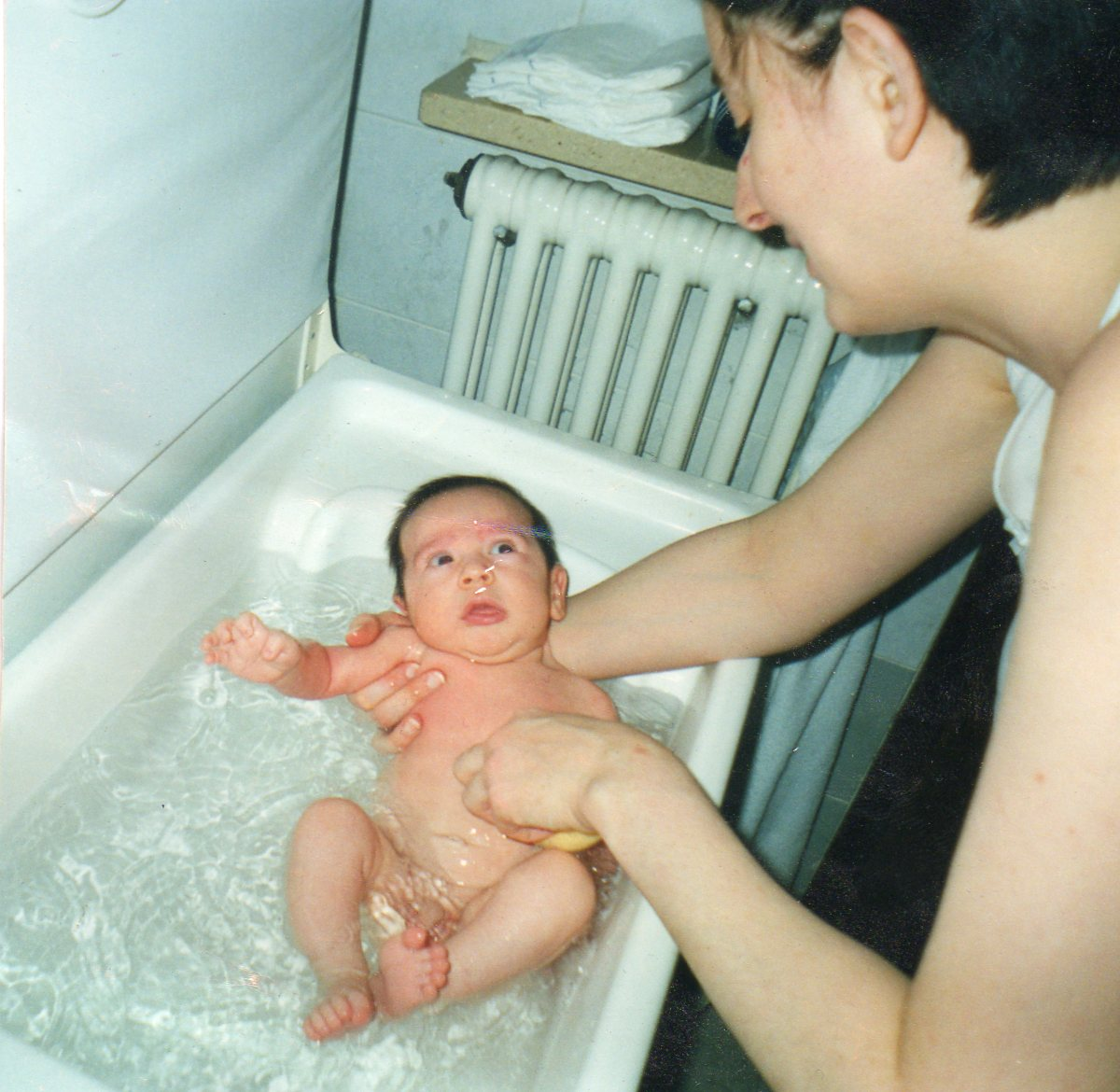
Strona bierna oznacza, że podmiot zdania nie wykonuje operacji, a dana operacja jest wykonywana na podmiocie: The child is being bathed

Strona bierna występuje w zdaniu, w którym podmiot nie wykonuje operacji, a dana operacja jest wykonywana na podmiocie. Stronę bierną tworzy się przy pomocy czasownika to be i imiesłowu biernego czasu przeszłego; nie istnieje oddzielna forma czasownika, jak np. w łacinie. Przy transformacji podmiot zdania staje się dopełnieniem. Z reguły podmiotem w stronie biernej znajduje się dopełnienie bliższe zdania w stronie czynnej:
- The cat (podmiot) chased the mouse (dopełnienie bliższe) → The mouse (podmiot) was chased by the cat[2][3]:

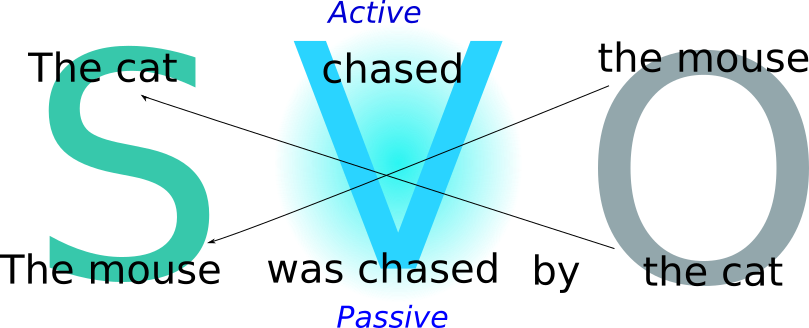

gdzie S to podmiot zdania, V – orzeczenie, a O – dopełnienie. 
Każde zdanie w stronie biernej ma swój odpowiednik w stronie czynnej. Jeśli zdanie w stronie biernej nie ma dopełnienia, np: The door was shut, wprowadza się podmiot nieokreślony, np: Somebody shut the door. 

### Strona bierna z dopełnieniem dalszym

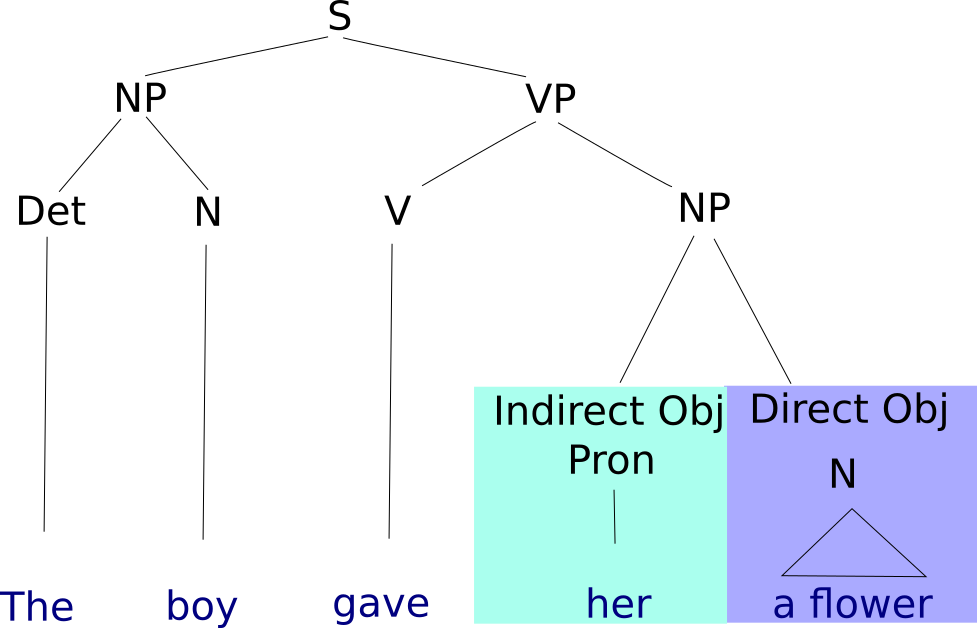
Położenie dopełnienia bliższego i dalszego w zdaniu

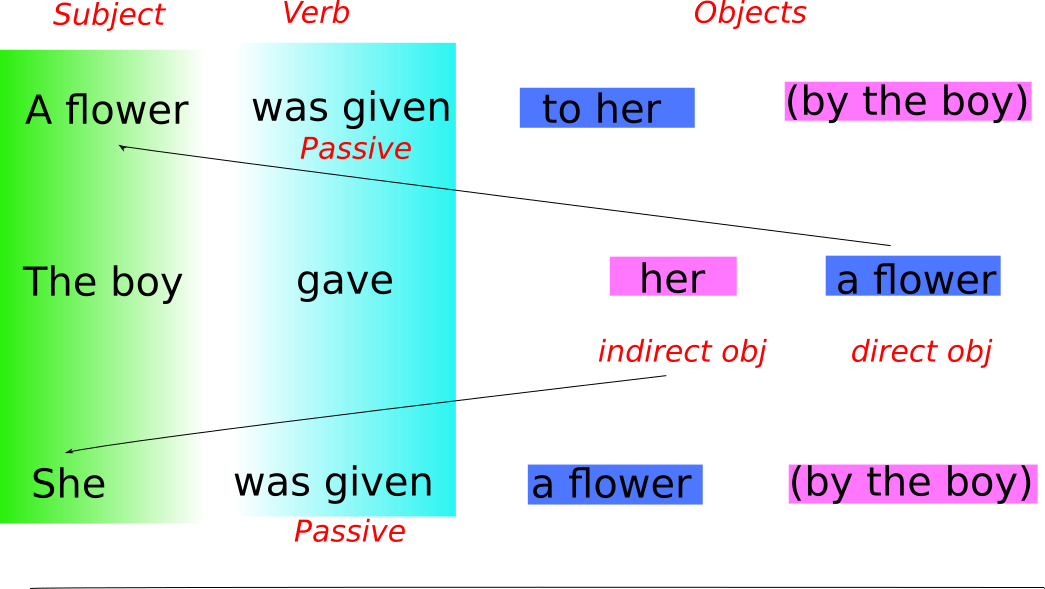
Tworzenie strony biernej w przypadku, gdy podmiotem jest dopełnienie bliższe i dopełnienie dalsze

W przeciwieństwie np. do języka polskiego podmiotem zdania może stać się również dopełnienie dalsze:
- We  (podmiot) gave Tom (dopełnienie dalsze) two books (dopełnienie bliższe) → Two books (podmiot) were given to Tom.
- We  (podmiot) gave Tom (dopełnienie dalsze) two books (dopełnienie bliższe) → Tom (podmiot) was given two books. Struktura ta jest używana w następującym kontekście: Look at Tom, he doesn`t seem too happy. He was given only two books.

### Dopełnienie bliższe jako zdanie podrzędne
W niektórych zdaniach dopełnieniem bliższym jest nie wyraz, a zdanie podrzędne, np. Nobody thought he was a spy. Najczęściej tego typu zdania nie mogą być przekształcane w stronę bierną. Jednak zdania w stronie biernej mogą być tworzone z tzw. preparatory it: It is said, that our company is in trouble → Mówi się, że nasza firma znalazła się w tarapatach.

## Czasownik w stronie biernej
Czasownik w stronie biernej ulega transformacji. Stronę tworzy czasownik to be w wymaganym czasie, a czasownik zmienia formę na imiesłowową strony biernej:
- does → is done
- saw → was seen.

Czasownik w formie Progressive przekształca się, dodając końcówkę -ing do bezokolicznika be, a sam czasownik przekształcając do pormy Past Participle:
- is working → is being worked (on)
- was producing → was being produced.

Form czasowych używa się tak samo, jak w stronie czynnej: jeśli zatem w stronie czynnej występuje Present Progressive, w stronie biernej pojawia się również: The secretary is preparing the papers → The papers are being prepared. 

### Czasowniki nieużywane w stronie biernej
Nie wszystkie czasowniki mogą być użyte w stronie biernej. Przede wszystkim strony nie tworzą czasowniki nieprzechodnie, np. go, die, arrive, które nie łączą się z dopełnieniem – nie ma żadnej innej części zdania, która mogłaby się stać podmiotem. Większość z nich to czasowniki „stanu” a nie „czynności” fit, have, lack, resemble, suit.  Istnieją również czasowniki przechodnie, które rzadko pojawiają się w stronie biernej: have, fit, suit, resemble i inne.

### Czasowniki z przyimkiem
Jeśli czasownik rządzi przyimkiem, w stronie biernej miejsce przyimka jest na końcu zdania: They will operate on me next week → Next week I shall be operated on. Somebody has paid for my meal → My meal has been paid for. I don't like to be shouted at → Nie lubię, jak się na mnie krzyczy. 
Co prawda w języku angielskim dopełnienie dalsze może w określonych sytuacjach stać się podmiotem, nie dotyczy to jednak sytuacji, gdy dopełnienie dalsze występuje z przysłówkiem: They throw stones at him → Stones are thrown at him. Struktura He's thrown stones at jest niemożliwa.
Typowe konstrukcje z wykorzystaniem strony biernej z wyrażeniem przyimkowym:
- be + imiesłów przeszły bierny + przyimek. Konstrukcja jest możliwa tylko, gdy czasownik z przyimkiem tworzą odrębną jednostką pod względem znaczenia[9]: They talked about the wedding feast for many years → The wedding feast was talked about for many years. Inne typowe dla tej konstrukcji złożenia to: be called for, be called upon, be hoped for, be looked after, be shouted at, be talked about.
- be + imiesłów przeszły bierny + przyimek[10]: They have recently done away with the tax on cars → The tax on cars has recently been done away with. Inny czasownik występujący w podobnej strukturze to put up with.

## Sprawca
W stronie biernej pojawia się pojęcie sprawcy czynności, wprowadzanego przyimkiem by: The trouble has been caused by a broken fuse → Problem został spowodowany przez zepsuty bezpiecznik.  Jeśli jest mowa o sprawcy, który wykonał czynność, używając narzędzia, sygnalizuje to przyimek with → Remember that in Poland fish should be eaten with two forks → Pamiętaj, że w Polsce rybę je się dwoma widelcami. He was shot with a rifle → Został postrzelony z karabinu.  
Niektóre imiesłowy czasu przeszłego zachowują się bardziej jak przymiotniki, np. shocked, worried itp. Możliwe jest wtedy użycie innych przyimków: We were worried by/about her silence. Are you frightened of darkness?

## Cel użycia strony biernej
Strona bierna używana jest, gdy mówiący chce mówić o danej czynności, nie chcąc jednocześnie mówić o jej sprawcy. Jest to sposób użycia powszechny w pracach naukowych: The results have not yet been analysed → Rezultatów jeszcze nie analizowano.
Często zdanie zaczyna się od informacji już znanej odbiorcy, natomiast informacje nowe dodawane są na końcu wypowiedzi, z użyciem strony biernej: – Nice picture.  – Yes, actually it was painted by my grandmother – czasownik w stronie biernej, aby nowa wiadomość mogła być przedstawiona na końcu.
Stronę bierną stosuje się często, aby utrzymać ten sam podmiot w ciągu całej narracji, co czyni wypowiedź bardziej spójną i przejrzystą: I waited for a couple of hours, then I was seen by a dentist then I was sent back to the waiting room, where I waited another hour → Czekałem parę godzin, potem byłem u dentysty, następnie zostałem odesłany z powrotem do poczekalni, gdzie siedziałem kolejną godzinę;. 
Niektóre czasowniki mogą być użyte w stronie czynnej lub biernej bez zmiany znaczenia:, np. to worry/to be worried, to drown/to be drowned. Bezokoliczniki w stronie czynnej lub biernej mogą być czasem używane bez zmiany znaczenia: There's a lot of work to do = There is a lot of work to be done.